# Операция «Бадр»
Операция «Бадр» (ивр. מבצע בדר‎, араб. عملية بدر‎) — египетская операция по форсированию Суэцкого канала во время войны Судного дня.

## Предыстория
В 1967 году в результате Шестидневной войны Израиль оккупировал Синайский полуостров. Линия фронта прошла по Суэцкому каналу. На восточном берегу канала израильские военные оборудовали мощную оборонительную линию, которая должна была стать непреодолимой для египетских войск в случае их попытки форсирования канала.
Готовясь к форсированию, египтяне сначала планировали преодолевать израильские укрепления, подрывая высокие песчаные стены взрывчаткой, но потом одному из офицеров пришла в голову удачная идея использовать для их размыва водомёты.

## Силы сторон перед началом военных действий и подкрепления
Египет развернул пять дивизий, в том числе 100 000 солдат (по другим данным 80 000), 1350 танков и 2000 орудий и тяжелых миномётов для нападения, но только лишь несколько десятков плавающих танков и БТР могли физически форсировать канал в начале сражения.
Израиль: 9458 солдат, из которых 450 солдат в находились 16 фортах по всей длине канала и около 290 танков в трех танковых бригадах[уточнить] на весь Синай, только одна из которых была развернута вблизи канала. К 7 октября израильтяне к начальным 9,5 тысячам солдат получили более 15 тысяч подкреплений. К 8 октября ещё несколько тысяч солдат израильских подкреплений прибыли в Синай.

## Ход событий

### 6 октября
14:00 В воздух поднимаются 200 египетских самолётов. Артиллерия начинает навесной огонь по минным полям и проволочным заграждениям.

14:05 Первые волны египетской пехоты переправляются через канал. Разведгруппы инженерных войск убеждаются, что выпускные отверстия горючей жидкости заблокированы. Одновременно первые отряды коммандос перебираются через насыпь, направляясь за линию фронта противника, чтобы захватить песчаные укрытия, предназначенные для ведения танкового огня. На юге начинается переправа плавающей бронетехники.

14:20 Основные силы египетской артиллерии открывают огонь прямой наводкой по фортам линии Бар-Лева.

14:30—14:45 Высаживается первая волна египетской пехоты. Израильские танки начинают движение к каналу, но часть их позиций уже занята египтянами, вооруженными противотанковыми орудиями.

14:45 Вторая волна высаживается на восточный берег канала. В дальнейшем они будут высаживаться каждые 15 минут.

15:00 Египтянами взят первый форт линии Бар-Лева. Взяты первые пленные. Израильские ВВС наносят первый авиаудар.

15:30 Инженерные войска египтян начинают промывать проходы в песчаном барьере.

16:30 Начинается строительство мостов и паромов.

17:30 Двенадцатая волна переправилась через канал и преодолела насыпь. Захвачен плацдарм 8 км в длину и 3,5—4 км в ширину.

17:50 В глубине Синая египтяне сбрасывают 4 батальона коммандос.

18:30 Открыт первый проход в песчаном барьере.

20:30 Начинается движение египетской бронетехники по первому мосту.

01:00 780 танков и 300 единиц другой техники форсировали канал.
В ходе скрупулёзно отрепетированной операции объединёнными усилиями двух своих армий египетские войска продвинулись на 15 км вглубь синайской пустыни. Израильский батальон, находившийся на позициях линии Бар-Лева, столкнулся с силами, превосходящими его в несколько раз. Батальон был быстро разбит, уцелел только один укреплённый пункт под кодовым названием «Будапешт», он так и не был взят до конца войны.
Для ликвидации египетского плацдарма израильтяне задействовали 252-ю регулярную бронетанковую дивизию Авраама (Альберта) Мендлера. Первой в бой вступила 14-я бригада Амнона Решефа, после захода солнца к ней присоединились 401-я бригада Дана Шомрона и 460-я бригада Габи Амира. Однако тактика, бывшая столь успешной в 1967 году, оказалась неэффективной в 1973. Танковые атаки, без достаточной поддержки пехоты, наткнулись на замаскированные позиции египетской пехоты, насыщенные противотанковыми командами с РПГ и ракетами «Малютка». Израильские танковые силы были отброшены с тяжёлыми потерями.
На утро 7 октября в 252-й дивизии оставалось 103 исправных танка из 268. К этому времени Египет переправил на восточный берег канала 90 000 человек, 850 танков и 11 000 БТР, БРДМ и автомашин. В это же время начали прибывать первые части 162-й резервной дивизии Авраама Адана и 143-й резервной дивизии Ариэля Шарона. К вечеру на Синайском фронте у Израиля было 480 танков в составе трёх дивизий.

### 7 октября
7 октября окружённые укрепрайоны линии Бар Лева начали капитулировать. В течение дня египтяне захватили восемь укрепрайонов, из которых только лишь 44 израильтянам удалось эвакуироваться и только в двух случаях эвакуация прошла организованно. На их территории были оставлены 46 раненых и тела 77 погибших израильских солдат.

### 8 октября
Командующий израильским южным фронтом Шмуэль Гонен, пробывший в должности только 3 месяца после отставки генерала Ариэля Шарона, приказал бригаде Габи Амира контратаковать окопавшихся в районе Хизайон египтян. Контратака в районе Хизайон не сулила израильтянам ничего хорошего, так как там приближающиеся танки могли быть легко уничтожены огнём египетских ПТУР, установленных на удобных огневых позициях. Несмотря на нежелание Амира, приказ был выполнен. Результат контратаки оказался плачевным для израильтян. После полудня израильтяне снова атаковали Хазайон двумя батальонами бригады Натке Нира. В ходе этой атаки батальон Асафа Ягури потерял 16 танков из 25, сам Ягури попал в плен. Воспользовавшись потерями израильтян, ближе к ночи египтяне организовали собственное наступление, которое было с трудом остановлено бригадами Амира и Натке при поддержке 143-й танковой дивизии Ариэля Шарона, мобилизованного на южный фронт — Шарон остался на этой должности до окончания войны. После этого наступила пауза.
За всё время танкового сражения 8 октября было уничтожено 75 израильских танков, убито и ранено 676 израильских солдат, ещё 66 израильтян попали в египетский плен. Потери египетской стороны оказались намного ниже — 10 танков, 370 убитых и раненых и 1 пленный.

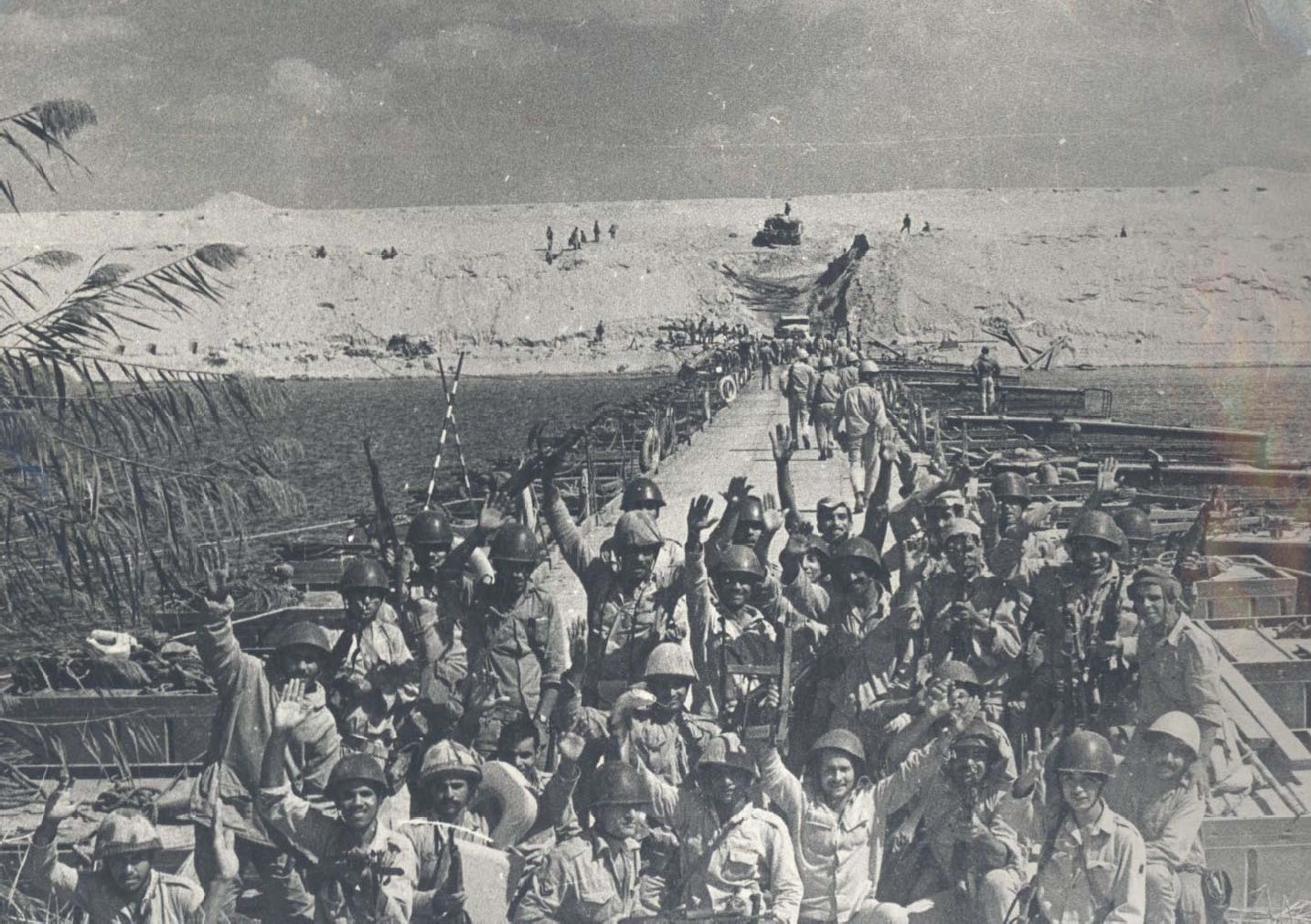
Египетская пехота, форсировавшая Суэцкий канал по понтонному мосту

## Итоги и последствия
В течение нескольких дней ни одна из сторон не предпринимала серьёзных и решительных действий. Египтяне остановились, выполнив первоначальную задачу — форсирование Суэцкого канала, и закрепившись на синайском берегу. За время операции «Бадр» израильтяне потеряли 400 танков, не меньше 21 самолёта, 1615 солдат убитыми и ранеными, вдобавок, египтянам удалось взять в плен 160 израильтян, потери египетской стороны составили около 1300 пострадавших. Египетский военный министр генерал Ахмад Исмаил Али требовал, чтобы египетские силы предприняли мощное наступление на восток, но начальник штаба египетской армии генерал Шазли считал, что египетские части должны оставаться под прикрытием зенитных ракет. Израильтяне заняли гибкую оборону и ожидали подхода резервов.
Начальник израильского Генштаба Давид Элазар сменил командующего Южным фронтом: вместо Гонена, показавшего свою некомпетентность, он вернул на должность вновь мобилизованного Хаима Бар-Лева. Между тем, опасаясь, что смена командующего во время войны плохо скажется на моральном духе войск, Элазар оставил Гонена на южном фронте в должности начальника штаба при Бар-Леве.